# سگزناب
سگزناب، روستایی از توابع بخش ضیاءآباد شهرستان تاکستان در استان قزوین ایران است.

## جمعیت
این روستا در دهستان دودانگه سفلی قرار دارد و براساس سرشماری مرکز آمار ایران در سال ۱۳۸۵، جمعیت آن ۱۶۶ نفر (۵۰خانوار) بوده‌است.